# مفوضية الحلفاء
مع انتهاء أعمال القتال في الحرب العالمية الثانية، أحكمت قوات الحلفاء سيطرتها على كافة أراضي دول المحور المنهزمة في الحرب، حيث اتفقت حكومات الاتحاد السوفيتي والمملكة المتحدة والولايات المتحدة الأمريكية فيما بينها خلال مؤتمر موسكو على إقامة ما عُرف باللجنة الاستشارية الأوروبية (بالإنكليزية: European Advisory Commission) بالإضافة إلى مفوضية الشرق الأقصى والتي عُرفت أيضًا باسم «لجنة الشرق الأقصى الاستشارية» (بالإنكليزية: Far Eastern Commission، بالروسية: Дальневосточная комиссия) لإصدار التوصيات فيما يختص بفترة ما بعد الحرب، كما قامت تلك المفوضيات بإدارة كافة شؤون الدول المهزومة في الحرب من خلال ما عُرف إجمالًا باسم مفوضيات الحلفاء، والذي عادةً ما أُطلق عليها اسم مفوضيات سيطرة الحلفاء (بالإنكليزية: Allied Control Commissions) واختصارًا باسم ACC والتي ضمّت في هيكلها الإداري ممثلين عن القوى العظمى من دول الحلفاء.

## إيطاليا
تم تفعيل مفوضية سيطرة الحلفاء في إيطاليا بتاريخ 10 نوفمبر 1943 وفقًا للفقرة 37 من الهدنة الموقعة في ظل صك الإستسلام الإيطالي والتي وافقت على شروطها الحكومة الإيطالية برئاسة بييترو بادوليو والموقّعة في مالطا بتاريخ 29 سبتمبر 1943، قبل أن يتم حل المفوضية لاحقًا بعد توقيع معاهدات سلام منفصلة ضمن فاعليات مؤتمر باريس للسلام عام 1947.

## رومانيا

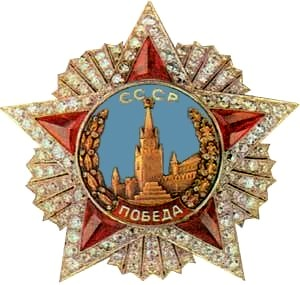
وسام النصر، أعلى الأوسمة السوفيتية، والذي مُنح للملك ميخائيل الأول لإطاحته بحكومة المارشال أنتونيسكو الموالية لألمانيا خلال الانقلاب الملكي.

تم توقيع اتفاقية الهدنة مع رومانيا في 12 سبتمبر 1944 والتي حوت في طياتها ضمن العديد من الشروط الأخرى ما يلي:
- الفقرة الأولى ”بدءاً من الساعة الرابعة صباحًا من اليوم 24 أغسطس 1944، تُعلن رومانيا عن إيقاف جميع العمليات العسكرية ضد اتحاد الجمهوريات السوفيتية الاشتراكية على كافة مسارح الحرب، كذلك انسحابها من الحرب على الأمم المتحدة وقطع جميع علاقاتها بألمانيا وحلفائها من الدول العميلة، كما تعلن عن انضمامها لجانب دول الحلفاء في حربهم على ألمانيا والمجر من أجل إعادة إرساء استقلال وسيادة رومانيا على جميع أراضيها، وهو الهدف الذي ستقّدم لأجله ما لا يقل عن إثنتي عشرة فرقة من فرق المشاة.“
- الفقرة الرابعة ”عودة الحدود الدولية بين اتحاد الجمهوريات السوفيتية الاشتراكية ورومانيا إلى الحدود المنصوص عليها داخل الاتفاقية السوفيتية الرومانية الموقعة بين البلدين في 8 يونيو 1940.“
- الفقرة الثامنة عشر ”إنشاء مفوضية للحلفاء تحت قيادة هيئة أركان قوات الحلفاء وتكون ممثلة عن دول الحلفاء، وتقوم المفوضية بالتأكد من تنفيذ الحكومة الرومانية وجميع هيئاتها لكافة بنود هذه الإتفاقية، وتستمر المفوضية في مباشرة أعمالها لحين توقيع اتفاقيات سلام نهائية بين الجانبين.“
- الفقرة التاسعة عشر ”تعتبر حكومات دول الحلفاء منحة فيينا الثانية وقراراتها المتعلقة بشأن أراضي ترانسيلفانيا الرومانية باطلة شكلًا وموضوعًا، ومن ثمّ اتفقت حكومات دول الحلفاء على إعادة الجزء الأكبر من أراضي ترانسيلفانيا للسيادة الرومانية حال توقيع اتفاقيات السلام النهائية، وعلية قررت الحكومة السوفيتية بالدفع بقواتها من أجل هذا الغرض من خلال عمليات عسكرية مشتركة بينها وبين القوات الرومانية ضد كلا من ألمانيا والمجر.“

جدير بالذكر، أنه في ضوء الفقرة الرابعة عشر أقدمت مفوضية الحلفاء على إقامة محاكمتين شعبيتين لمقاضاة جميع العسكريين المشتبه في ارتكابهم لجرائم الحرب وذلك قبل توقيع اتفاقية السلام النهائية مع رومانيا في 10 فبراير 1947 والتي تم تفعيلها في 15 سبتمبر 1947، ومن جانبها اتخذت مفوضية الحلفاء من بوخارست مقرًّا لها، وعملت المفوضية تحت قيادة فلاديسلاف بيتروفيتش فينوغرادوف ممثِلًا للمارشال روديون مالينوفسكي، كما ضمّت المفوضية العديد من قيادات الجيش الأحمر، حيث كانت المفوضية واحدة من أدوات الاتحاد السوفيتي لإرساء الحكم الشيوعي في رومانيا، حيث بقت قوات الاحتلال السوفيتية في البلاد حتى عام 1958 بعد تحويل رومانيا إلى دولة تابعة للاتحاد السوفيتي انضمت فيما بعد لحلف وارسو والكوميكون.

## فنلندا

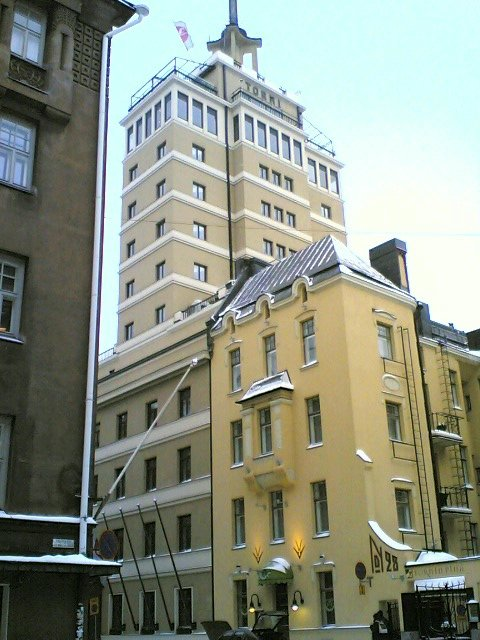
فندق تورني بالعاصمة الفنلندية هلسنكي، والذي اتخذت منه مفوضية الحلفاء مقرًّا لها.

وصلت مفوضية الحلفاء إلى فنلندا في 22 سبتمبر 1944 لتقييم التزام الجانب الفنلندي ببنود اتفاقية هدنة موسكو، وتكوّنت لجنة المفوضية من مائتي وخمس عشر فردًا؛ مائتي فرد سوفيتي مقابل خمس عشر بريطانيًا يعملون جميعهم تحت قيادة الكولونيل العام أندريه جدانوف، وفور تفقّدها للأوضاع داخل الأراضي الفنلندية، أصدرت المفوضية توصياتها للجانب الفنلندي باتخاذ إجرائات أكثر حدة من أجل التخلص من القوات الألمانية التمركزة في شمال فنلندا، ولم تجد فنلندا مفرًّا من الانصياع لأوامر المفوضية مما أدى لاندلاع حرب لابي وانخراط القوات الفنلندية في اشتباكات عسكرية مع القوات الألمانية استمرت طوالة سبعة أشهر، كما أُجبرت فنلندا فيما بعد على تسريح جميع أفراد قواتها المسلحة فيما بعد بناءً على أوامر المفوضية.
كما قدّمت المفوضية قائمة للجانب الفنلندي تتضمن أسماء مجرمي الحرب والذي يتحتم على الحكومة الفنلندية ملاحقتهم قضائيًا وتقديمهم للمحاكمة، وعلى الرغم من الحاجة إلى تشريعات جديدة تتماشى مع الأمر الواقع وتقديم المتهمين لمحاكم يرئسها أفراد من مفوضية الحلفاء إلا أن فنلندا كانت الوحيدة ضمن جميع الدول المنهزمة في الحرب التي تم السماح لها بمحاكمة مجرمي الحرب التابعين لها في محاكم فنلندية وفقًا للتشريعات الصادرة سابقًا والمعمول بها داخل الأراضي الفنلندية قبل وأثناء الحرب، وبالرغم من ذلك لم يخلُ الأمر من تدخل مفوضية الحلفاء في أحكام السجن الصادرة عن محاكمة مسئولي الحرب في فنلندا، حيث أوصت المفوضية بفترات أطول من تلك التي أقرّتها المحاكمة أنفًا، كما عمدت المفوضية إلى إدخال العديد من التغييرات في الحياة السياسية الفنلندية من خلال تصفية العديد من المنظمات الفاشية والمعروف عنها توجهاتها المعادية للاتحاد السوفيتية وعلى رأس تلك المنظمات منظمة الحرس الأبيض التي سبق لها الانتصار على قوات الحرس الأحمر الشيوعية خلال الحرب الأهلية الفنلندية، كما نصّت قرارات مفوضية الحلفاء على ضرورة إعادة المواطنين السوفيت، بما في ذلك فنلنديو إنغيريا والإستونيين إلى الاتحاد السوفيتي.
ومع نهاية الحرب، قامت القوات الفنلندية بتخزين أسلحة الأفراد المُسرّحين من الخدمة في مئات المخابئ المتناثرة في مُختلف أرجاء البلاد حيث تقرر استخدام تلك الأسلحة لتسليح أفراد العديد من الميليشيات والعصابات المسلحة حال تعرّض البلاد لغزو عسكري من جانب القوات السوفيتية، ومع تسّرب الأنباء سارعت مفوضية الحلفاء بطلب تحقيق عاجل من الجانب الفنلندي حول ملابسات الوضع والإسراع في إلقاء القبض ومحاكمة كافة الضباط المسئولين عن الواقعة، وتم متابعة الأمر عن كثب لحين أثبتت مفوضية الحلفاء أن قضية مخابئ الأسلحة عملية عسكرية تامة من الجانب الفنلندي، من جانبها بقت المفوضية في الأراضي الفنلندية حتى تصديق الاتحاد السوفيتي على اتفاقية باريس للسلام في 26 سبتمبر 1947 وعودة الحدود السياسية بين فنلندا والاتحاد السوفيتي لحدود 1 يناير 1940 وتأكيد الخسائر الإقليمية التي خسرتها فنلندا خلال حرب الشتاء وكذلك مقاطعة بيتسامو التي تم ضمّها للأراضي السوفيتية في أعقاب الحرب.

## بلغاريا
تم توقيع اتفاقية الهدنة مع بلغاريا في 28 أكتوبر 1944 والتي نصّت في بندها الأول على تحويل حالة القوات المسلحة البلغارية إلى الحالة السلمية حال الانتهاء من المعارك ضد القوات الألمانية مع وضع القوات البلغارية تحت إشراف مفوضية الحلفاء، كما نص البند الحادي عشر من الهدنة على إعادة الأراضي المُغتصبة من دول الأمم المتحدة إلى سيادتها الأولى تحت إشراف المفوضية نفسها، في حين منع البند الثالث عشر الحكومة البلغارية من التصرّف في أي من ممتلكات حكومات ألمانيا أو المجر الواقعة داخل الحدود البلغارية دون إذن مسبق من مفوضية الحلفاء، كما أشار البند الثامن عشر إلى تشكيل مفوضية الحلفاء الخاصة ببلغاريا والتي أوصت بمتابعة تنفيذ الحكومة البلغارية بكامل هيئاتها لكافة بنود اتفاقية الهدنة تحت إدارة مباشرة من هيئة الأركان العليا السوفيتية والتي تولّت كذلك قيادة مفوضية الحلفاء منذ بداية تنفيذ بنود الهدنة وحتى نهاية العمليات العسكرية ضد القوات الألمانية.

## المجر
وُقّعت اتفاقية الهدنة مع المجر في 20 يناير 1945 وكانت أخر الإتفاقيات الموقّعة من هذا النمط وإن كانت مماثلة تمامًا لسابقاتها الموقعة مع كل من رومانيا وبلغاريا سواء في الشروط أو المؤدّى النهائي للإتفاقية والتي هدفت كما كان الحال دائمًا إلى تقويض الدولة سياسيًا وعسكريًا مع حل قواتها المسلّحة ووضعها تحت الوصاية المباشرة لمفوضية الحلفاء.
وبالنظر لبنود الاتفاقية نجد أن البند الأول منها قد نصّ على تسريح القوات المجرية حال انتهاء المعارك ضد القوات الألمانية مع وضع القوات في الحالة السلمية تحت وصاية لجنة سيطرة الحلفاء، أما بخصوص الأراضي التي انتزعتها المجر من الأمم المتحدة فتعيّن على المجر إعادة تلك الأراضي لسيادتها الأصلية كما نص البند السادس من الاتفاقية، في حين مُنعت المجر من التصرّف في الممتلكات الألمانية المتواجدة في الأراضي المجرية دون إذن مُسبق من لجنة سيطرة الحلفاء وفقا للبند الثامن منها، كما تعيّن على المجر تسخير القدرات الصناعية للبلاد لخدمة المجهود الحربي لدول الحلفاء وكذلك توفير وسائل المواصلات والاتصالات ومحطات الطاقة الكهربائية والمنشئات العامة وكذلك مستودعات الوقود وكل ما تتنامى إليه حاجة هيئة الأركان السوفيتية العليا أو مجلس سيطرة الحلفاء من موارد.
وسياسيًا نصّت الاتفاقية على ضرورة اتخاذ الأجهزة الإدارية في المجر لكافة التدابير اللازمة لإرساء السلام والأمن في البلاد وفق تعليمات لجنة سيطرة الحلفاء وهيئة الأركان السوفيتية العليا مما يتيح الفرصة لتنفيذ كافة بنود الاتفاقية، كما أشارت الاتفاقية لإقامة مفوضية للحلفاء على الأراضي المجرية متخذة من بودابست مقرًّا لها وتقوم بمتابعة تنفيذ القيادة المجرية لكافة بنود الاتفاقية وتكون تحت إشراف هيئة الأركان السوفيتية العليا.
جاء توقيع الاتفاقية في 20 يناير 1945 في العاصمة السوفيتية موسكو من نسخة واحدة تم إيداعها أدراج الحكومة السوفيتية وترجمتها إلى اللغات الإنكليزية والمجرية مع اعتماد النسختين الروسية والإنكليزية فقط كمرجعيتين يتم العودة إليهما حين الاختلاف على أي بند من بنود الاتفاقية والتي وقّعها المارشال كليمنت فوروشيلوف ممثلًا عن حكومات اتحاد الجمهوريات السوفيتية الاشتراكية والولايات المتحدة والمملكة المتحدة في مقابل كل من يانوش جيونجوشي ويانوش فوروش وإستفان بالوك ممثلين عن الحكومة المجرية الانتقالية.

## ألمانيا

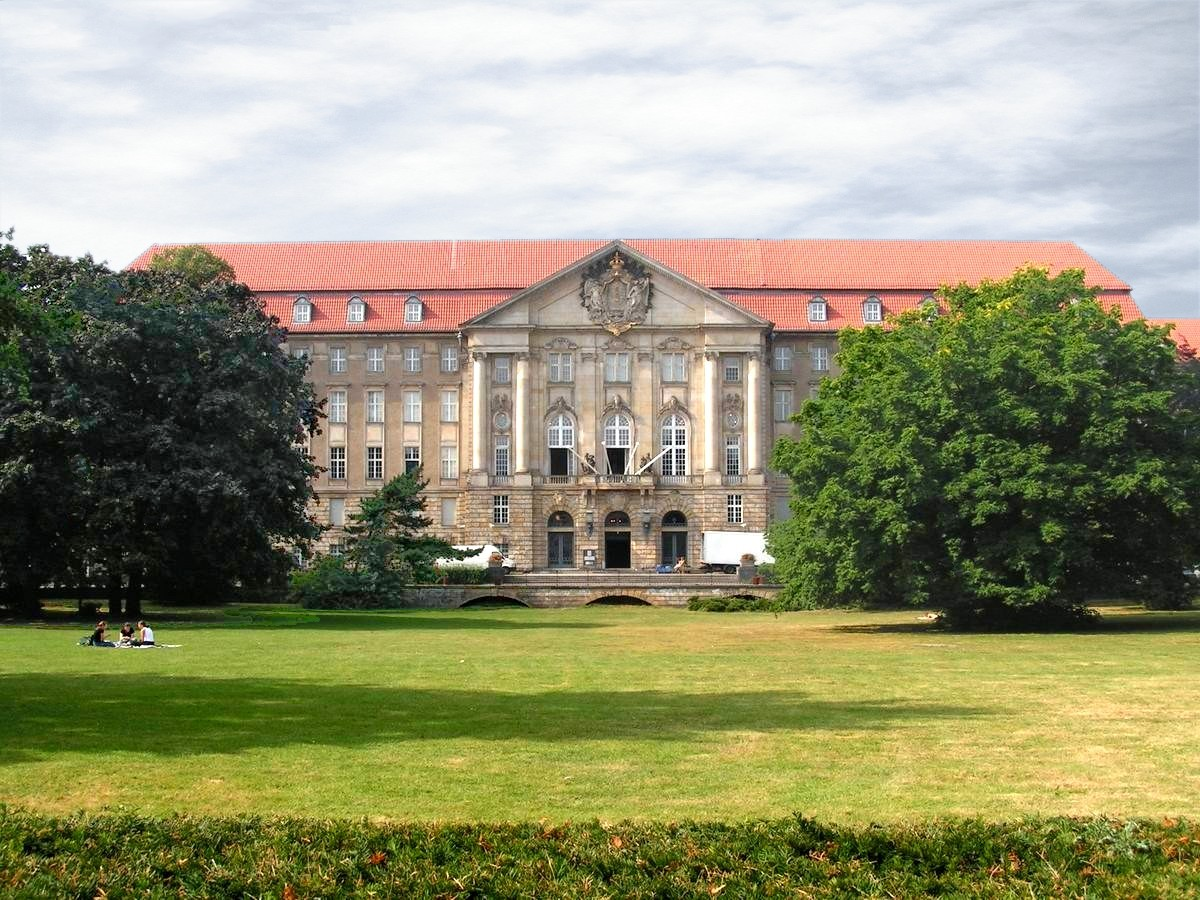
محكمة برلين العليا، مقر مجلس سيطرة الحلفاء بين عامي 1945 و1990.

تأسس مجلس سيطرة الحلفاء لإدارة الأراضي ألمانيا المحتلة من قِبل قوات الحلفاء في 5 يونيو 1945 قبل أن يتم تفعيله لاحقًا في ضوء الاتفاقية الموقعة في 20 سبتمبر من العام نفسه ومتخذًا من برلين مقرًّا له، وتحددت مهام المجلس فيما يلي:
- ملاحقة مجرمي الحرب
- تصفية الجيش الألماني وكذلك جميع الهيئات الحكومية الألمانية
- إعادة السلطة القضائية للأيادي الألمانية مع العمل بالقوانين والتشريعات الصادرة قبل صعود أدولف هتلر للسلطة
- إزالة المعالم النازية من كافة أرجاء البلاد مع تصفية الميليشيات والعصابات النازية المسلحة
- طرد الأقليات المتحدثة بالألمانية والمقيمة خارج الشطر الألماني

وضم المجلس في عضويته كل من المملكة المتحدة وفرنسا والاتحاد السوفيتي والولايات المتحدة الأمريكية والذي نصّ في بروتوكول تأسيسه على ضرورة اتخاذ القرارات المتعلقة بألمانيا بإجماع الأراء وهو الأمر الذي أدّى لإنهاء عمل المجلس في 20 مارس 1948 بعد انسحاب الجانب السوفيتي منه مما أعاق اجتماع المجلس في أوقات لاحقة وهو ما لم يدع مجالًا أمام الحلفاء سوى اتخاذ القرار بتقسيم ألمانيا إلى دولتين.
ومع انتهاء عمل مجلس سيطرة الحلفاء وما تبعه من تقسيم الأراضي الألمانية، مُنحت السيطرة على ألمانيا الغربية وبرلين الغربية لمفوضية الحلفاء العليا والتي ضمت في عضويتها كل من بريطانيا وفرنسا والولايات المتحدة، في حين نالت المفوضية السوفيتية برئاسة المفوض السوفيتي الأعلى السيطرة على ألمانيا الشرقية وكذلك برلين الشرقية، ومع حصول ألمانيا على كامل سيادتها على شطريها وسقوط 9 نوفمبر 1989 انتهى العمل بمجالس السيطرة على الأراضي الألمانية.
يُذكر أن مجلس سيطرة الحلفاء قد اجتمع مجددًا عام 1971 مما أدّى للوصول لإتفاقيات مؤقتة لتنظيم الوضع في برلين، كما اجتمع المجلس مرة أخيرة أواخر عام 1989 أثناء المباحثات الخاصة بإعادة توحيد ألمانيا كمنتدى منوط بحل مسألة الحقوق والامتيازات الخاصة بدول الحلفاء في ألمانيا قبل أن يتم إعلان حل المجلس نهائيًا بعد التوصّل لمعاهدة الحل النهائي الخاص بألمانيا والموقّعة في موسكو بتاريخ 12 سبتمبر 1990 والتي تم تفعيلها في 15 مارس 1991.

## النمسا

مناطق النفوذ الأربعة في النمسا.

كانت مسألة إقامة مفوضية للحلفاء في النمسا واحدة من أكثر المسائل المُلحّة بالنسبة لدول الحلفاء والذي تم طرحها أكثر من مرّة خلال مباحثات اللجنة الإستشارية الأوروبية عام 1944، وبات الأمر أكثر إلحاحًا وأهمية مع استيلاء القوات السوفيتية على العاصمة النمساوية فيينا من أيدي القوات الألمانية في 13 إبريل 1945 واتخاذ السلطات السوفيتية بفيينا قرارًا منفردًا بإقامة حكومة نمساوية جديدة دون الرجوع لباقي دول الحلفاء، وهو ما تحقق بالفعل في 27 أبريل من العام نفسه بعدما أوكلت السلطات السوفيتية للزعيم الاشتراكي النمساوي كارل رينير مهمة تكوين الحكومة النمساوية الجديدة، وفي أول رد فعل لها رفضت حكومات الولايات المتحدة والمملكة المتحدة وفرنسا الاعتراف بحكومة رينير كما بدأت في إجرائات إقامة مفوضية مشتركة لإدارة النمسا لإحباط المخطط السوفيتي في السيطرة على البلاد وهو ما قابلته الحكومة السوفيتية بمنع دخول ممثلي دول الحلفاء إلى فيينا طوال شهر إبريل وحتى مطلع شهر مايو معللة بذلك ضرورة تقسيم فيينا إلى أربعة مناطق نفوذ قبل وصول أي من اقوات الحلفاء إلى فيينا،  وعليه لم تصل الوفود الأمريكية والبريطانية والفرنسية لفيينا سوى في 4 يونيو من العام نفسه لتقييم الوضع في المنطقة وإن لم يُحدث وصول وفد الحلفاء الغربيين أي تقدم على أرض الواقع خاصة مع تحديد تحركاتهم داخل وحول فيينا من جانب السلطات السوفيتية، وخلال شهر يونيو جرت المباحثات الرامية إلى تقسيم النمسا إلى مناطق نفوذ داخل اللجنة الاستشارية الأوروبية في العاصمة البريطانية لندن حيث تم الوصول لاتفاقية نهائية في 4 يوليو 1945 نالت موافقة حكومات الحلفاء الأربعة؛ حيث وافقت حكومتي المملكة المتحدة وفرنسا على الاتفاقية في 12 يوليو ثم الحكومة السوفيتية في 21 يوليو وأخيرًا الحكومة الأمريكية في 24 يوليو.
من جانبها تأسست مفوضية الحلفاء في النمسا في ضوء أليات اتفاقية تقنين الأوضاع في النمسا التي تم توقيعها في مقر اللجنة الاستشارية الأوروبية في لندن بتاريخ 4 يوليو 1945 والتي دخلت حيّز التنفيذ في 24 يوليو 1945 فور موافقة الحكومة الأمريكية على بنودها قبل إلحاقها باتفاقية أخرى في 28 يونيو 1946 تتيح لحكومة النمسا تنظيم شؤونها وعلاقاتها الخارجية بنفسها بعيدًا عن سيطرة مفوضة الحلفاء.

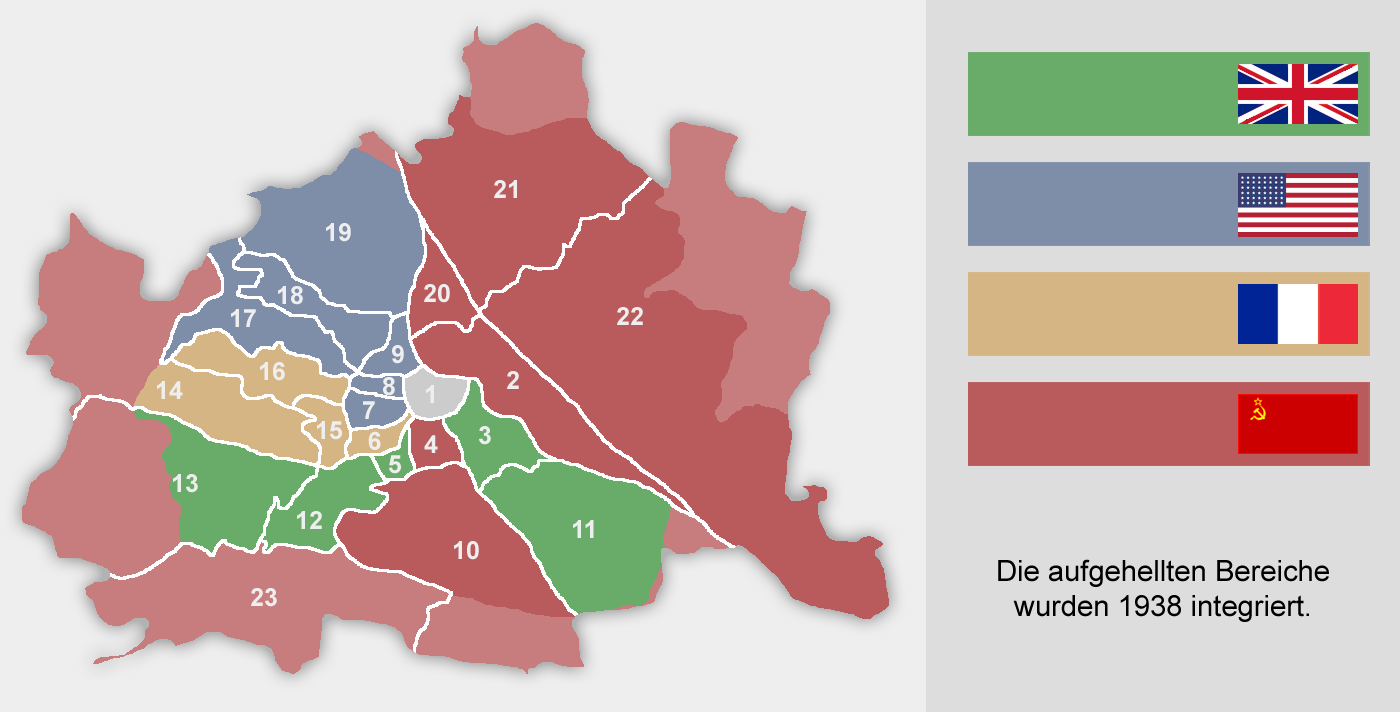
مناطق النفوذ الأربعة في العاصمة النمساوية فيينا.

كما تم توقيع اتفاقية منفصلة بشأن الوضع في العاصمة فيينا والخاصة بتقسيمها إلى مناطق نفوذ في 9 يوليو 1945 وهي الاتفاقية التي وافقت عليها الحكومة البريطانية أولًا في 12 يوليو ومن بعدها الحكومة الفرنسية في 16 يوليو ثم الحكومة السوفيتية في 21 يوليو وأخيرًا الحكومة الأمريكية في 26 يوليو.
ومع تقسييم النمسا إلى أربعة مناطق نفوذ؛ سوفيتية وأمريكية وبريطانية وفرنسية، تم تقسيم فيينا إلى أربعة مناطق مماثلة مع الاحتفاظ بوسط المدينة كمنطقة نفوذ دولية أُتخذت مقرًّا لمفوضية الحلفاء ويتناوب الإشراف عليها كل من القوات الأربعة المتواجدة في البلاد.
كما واجهت المفوضية مسألة الحكومة النمساوية برئاسة كارل رينير والتي تم تأسيسها بناءً على قرار منفرد من السلطات السوفيتية مطلع مايو 1945 والتي رفضت باقي قوات الحلفاء الاعتراف بها حتى الأول من أكتوبر عندما أصدرت مفوضية الحلفاء التوصيات التالية:

”بعد دراسة المجلس لوضع الحكومة النمساوية الانتقالية، اتفقت اللجنة التنفيذية على إصدار التوصيات التالية للحكومات المعنية:
إعادة حرية النشر دون فرض الرقابة على المواد الصحفية في مختلف أرجاء النمسا إلا فيما يختص بالأوضاع العسكرية بالبلاد، علاوة على ذلك، فإنه اعتبارا من الأول من ديسمبر، يُمنع ارتداء الزي العسكري لأفراد الجيش الألماني السابقين أو المدنيين النمساوين إلا إذا كان مصبوغًا بأحد اللونين؛ الرمادي أو الخاكي.“

وبذلك اشترطت المفوضية الاعتراف بحكومة رينير بالسماح بحرية النشر وإقامة انتخابات حرة وهو ما كان يتعارض مع المصالح السوفيتية وأيديولوجيات إدارة البلاد المعمول بها في كافة الدول الشيوعية خلال تلك الحقبة الزمنية، ومع ذلك استمرت المفوضية في مباشرة أعمالها حتى حُلّت تمامًا بعد توقيع معاهدة الدولة النمساوية في 15 مايو 1955.

## اليابان
مع نهاية أعمال مؤتمر موسكو لوزراء الخارجية برزت التصريحات في العديد من وسائل الإعلام حول تحويل مفوضية الشرق الأقصى الإستشارية إلى مفوضية الشرق الأقصي مع اتخاذها لمدينة واشنطن مقرًّا لها تباشر منه أعمال مجلس الحلفاء الخاص بإدارة شؤون اليابان والذي لم يختلف كثيرًا عن مفوضيات الحلفاء الأخرى المنتشرة على أراضي دول المحور المنهزمة في الحرب، وكما كان الحال في المجر والتي سقطت بين أيدي الاتحاد السوفيتي الذي أشرف عليها منفردًا مع بقاء قوات الجيش الأحمر على الأراضي المجرية لفترات طويلة، سقطت اليابان بين أيدي الولايات المتحدة التي بعثت قواتها للاستقرار في الأراضي اليابانية خاصة مع منح الولايات المتحدة العدد الأكبر من الممثلين في مجلس الحلفاء الخاص بإدارة شؤون اليابان والذي نُقل إلى العاصمة اليابانية طوكيو، وحمل تغيير اسم المجلس من مفوضية الشرق الأقصى الاستشارية إلى مفوضية الشرق الأقصى العديد من الدلائل حول اختلاف دول الحلفاء فيما بينها حول إيديولوجيات إدارة الأوضاع في عالم ما بعد الحرب، خاصة مع تبرير وزير الخارجية الأمريكي السيد جيمس فرانسيس بايرنز للوضع قائلًأ أنه تمت بالفعل دعوة كل من المملكة المتحدة والاتحاد السوفيتي والصين للمشاركة في اللجنة الاستشارية وذلك في 9 أغسطس 1945 وذلك للإشراف على تنفيذ بنود إعلان بوتسدام وصك الاستسلام الياباني، ومع تأسيس المفوضية الاستشارية للشرق الأقصى في أكتوبر، انسحبت المملكة المتحدة من المفوضية تحفظًا على دورها الاستشاري بها، كما علّق الاتحاد السوفيتي مشاركته في المفوضية لحين إستصدار قرار بتحجيم الإنتاج الياباني من المعدات والآلات، ومع توقيع معاهدة سان فرانسيسكو تم حل مجلس الحلفاء وكذلك مفوضية الشرق الأقصى في 8 سبتمبر 195145.

## طالع أيضًا
- اتفاقية بيترسبرغ
- اتفاقية بوتسدام
- روبرت بيرلي
- مؤتمر موسكو لوزراء الخارجية
- معاهدات باريس للسلام